# Scarface (pel·lícula de 1932)

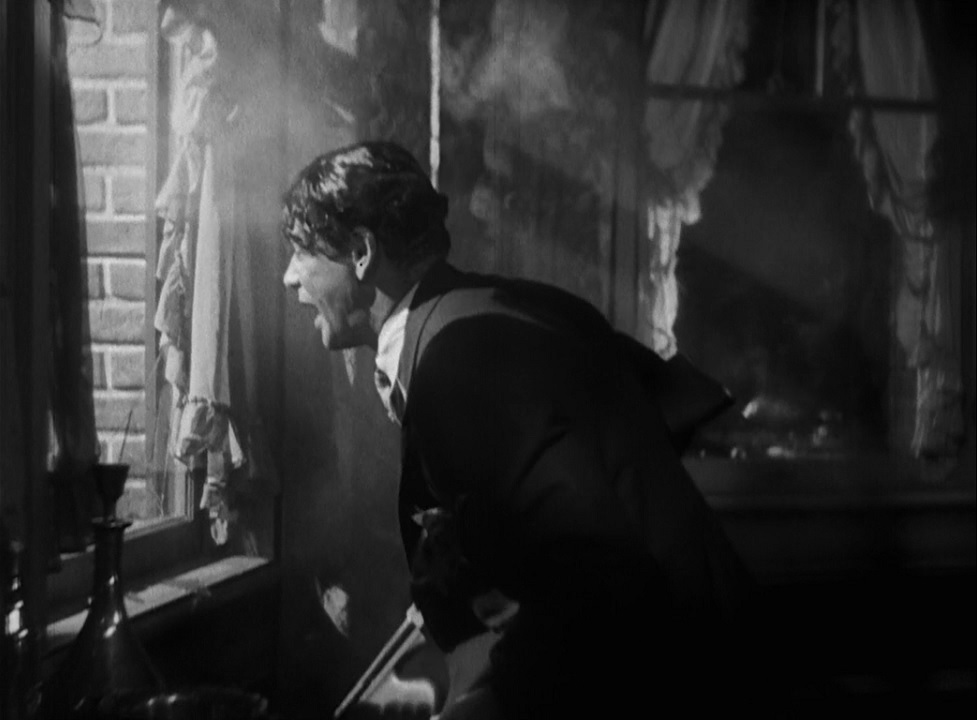
Una escena del film

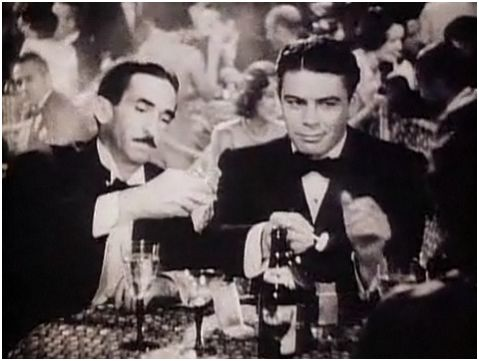
Paul Muni i Osgood Perkins com a Toni Camonte i Johnny Lovo, respectivament

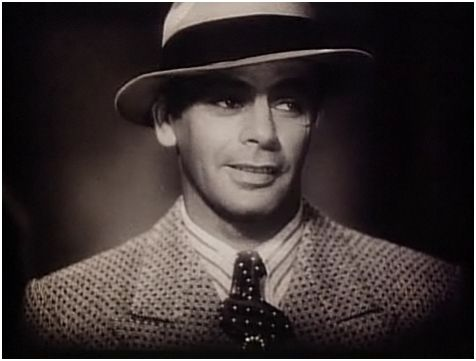
L'actor estatunidenc Paul Muni interpretant el pistoler Toni Camonte

Scarface és una pel·lícula de l'any 1932 dirigida per Howard Hawks i protagonitzada per Paul Muni, George Raft i Ann Dvorak, la qual, per la seua inusitada violència i posada en escena, marcaria tot el cinema negre de les següents dècades. El guió està escrit per Ben Hecht i basat en la novel·la Scarface (1929) d'Armitage Trail.

## Argument
Chicago, en temps de la Llei Seca. El pistoler italoamericà Toni Camonte (Paul Muni), un home cruel i sense escrúpols, assassina Louis Costillo (Harry J. Vejar), originant-se una guerra entre gàngsters. Aviat, en moure diners i sentir-se poderós, Toni començarà a prendre decisions sense consultar el seu cap, al qual, fins i tot, li prendrà la noia: Poppy (Karen Morley). En conèixer els tripijocs del seu ambiciós sicari, Johnny Lovo (Osgood Perkins), el gàngster més poderós del South End de Chicago, ordenarà matar-lo. Tanmateix, Toni pagarà a Gino Rinaldo (George Raft) perquè acabi amb Johnny. Seguirà la guerra entre bandes rivals, però la major preocupació de Toni és la seua germana Cesca (Ann Dvorak), ja que és l'amant de Gino.

## Context històric i artístic
Com a producció independent i comptant amb el vistiplau del magnat Howard Hughes, el cineasta Howard Hawks va poder realitzar la més vigorosa pel·lícula de gàngsters del seu temps: una concisa, ferotge i definitiva crònica criminal amb trets socials i agreujaments dramàtics. Hawks va emprar amb bon criteri la planificació ajustada, les el·lipsis i les inventives possibilitats del so (com ara, la gran ressonància de les metralletes). També brillen amb llum pròpia les interpretacions d'Ann Dvorak i Paul Muni (aquest darrer amb infantil crueltat i la galta tallada), els quals caracteritzen els germans Camonte (elementals portadors d'un conflicte incestuós i que sembla inspirat en els Borja). El tercer dels actors rellevants es diu George Raft, fins llavors ballarí, però ara encarnant amb molta energia el perniciós Gino Rinaldo. Així fou com Raft esdevindria un dels més sol·licitats, emblemàtics i llegendaris gàngsters cinematogràfics.
Atorgant-li un aspecte de documental dramatitzat, aquesta violenta i immensa pel·lícula del 1932 conformaria una determinada estètica per al cinema de clans mafiosos. Hawks la considerava la seua millor obra, però al cèlebre gàngster Al Capone (que s'hi va veure retratat) li va disgustar molt, desaprovant l'assassí paranoic i sanguinari que surt en pantalla. Tampoc no va agradar als censors estatunidencs, que van imposar canviar algunes escenes i tallar-ne d'altres, retardant-se l'estrena gairebé dos anys. La figura d'Al Capone tornaria a aparèixer en posteriors films, aleshores interpretat per Rod Steiger, Ben Gazzara o Robert de Niro.

## Frases cèlebres
| « | "Aquest negoci necessita un tipus emprenedor i decidit com jo. Algun dia seré l'amo de tot." (Paul Muni en el paper del gàngster Toni Camonte) | » |

| « | Tony Camonte: "Aquest paio té idees que no m'agraden." | » |

| « | Cesca: "La policia ha vingut per tu! Tot és culpa meua, jo no hauria d'haver vingut..." Tony Camonte: "La teua culpa, la meua.., a qui li importa? Sempre que tu estiguis ací." | » |

| « | Cesca: "Ets un carnisser! Això és el que ets! Un carnisser!" | » |

| « | Tony Camonte: "Escolta, Little Boy, en aquest negoci només hi ha una llei que has de seguir per a estalviar-te problemes: fes-ho en primer lloc, fes-ho tu mateix i continua fent-lo." | » |

## Curiositats
- Tot i que fou una producció de United Artists, la majoria de les escenes d'aquest film foren rodades als estudis de la Warner Bros. a Burbank (Califòrnia).[6]
- Fou la desena pel·lícula més taquillera als Estats Units el 1932.[6]
- És inclosa al llibre 1001 Movies You Must See Before You Die (1001 pel·lícules que cal veure abans de morir) editat per Steven Jay Schneider.[6]

## Errades del film
- La banda de North Side llança un cos fora del cotxe i queda cap per avall, però quan Tony i els altres miren el cos hom pot veure que és cap per amunt.[7]

## Premis
- 1932: National Board of Review (10 pel·lícules destacades de l'any)[8]